# Pralormo

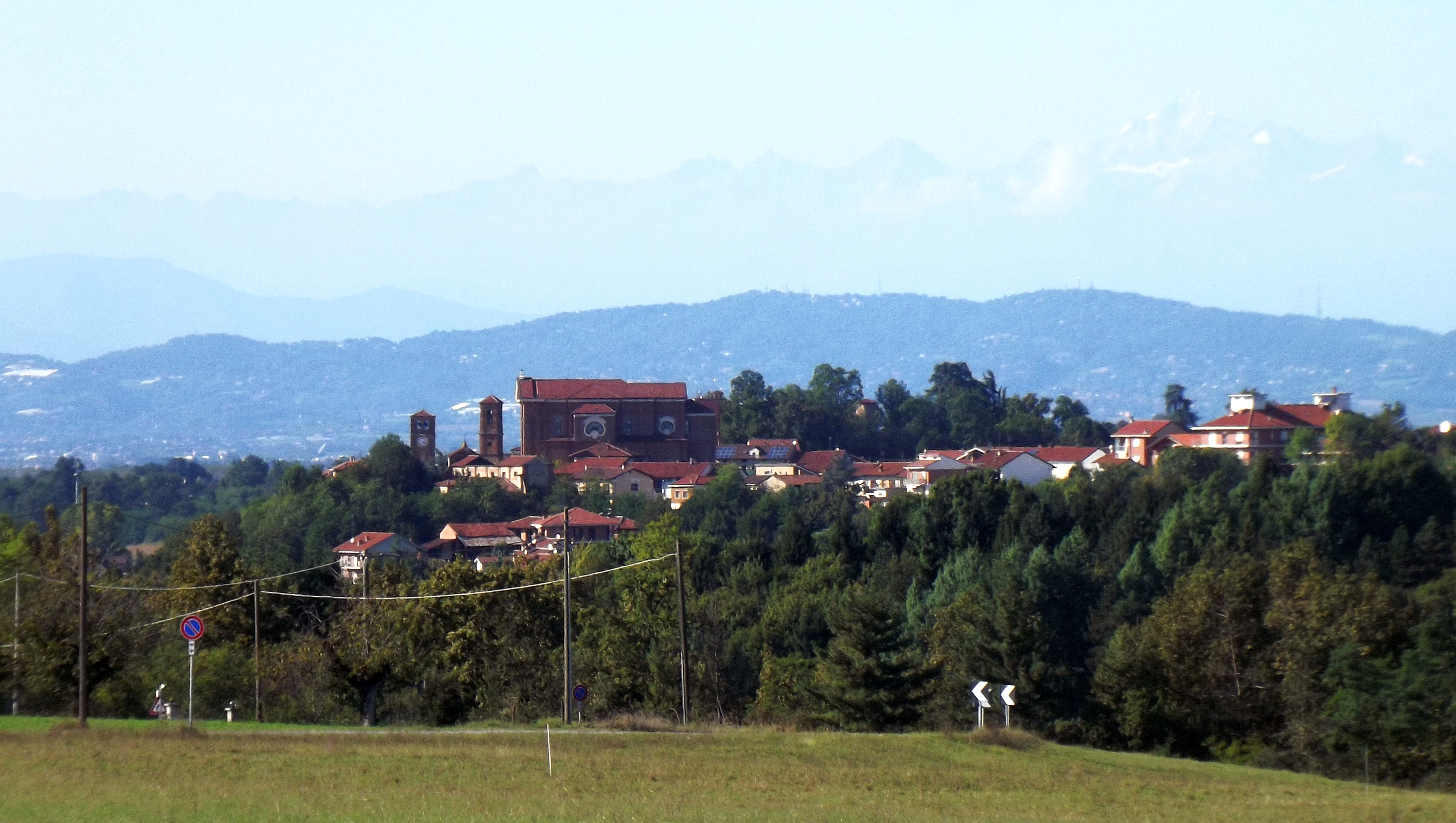
Panorama

Pralormo (Pralorm en piamontés) es una comuna italiana situada en la provincia de Turín, en la región del Piamonte, en el norte del país. Se encuentra a unos 25 kilómetros al sureste de Turín.

## Evolución demográfica
| Gráfica de evolución demográfica de Pralormo entre 1861 y 2001 |
|                                                                |
| Fuente ISTAT - elaboración gráfica de Wikipedia                |

- Datos: Q10204
- Multimedia: Pralormo / Q10204

1. ↑  Worldpostalcodes.org, código postal n.º 10040.
2. ↑  «Codici Catastali». Comuni-italiani.it (en italiano). Consultado el 29 de abril de 2017.